# Java Database Connectivity
Java Database Connectivity (en español: Conectividad a bases de datos de Java), más conocida por sus siglas JDBC, es una API que permite la ejecución de operaciones sobre bases de datos desde el lenguaje de programación Java, independientemente del sistema operativo donde se ejecute o de la base de datos a la cual se accede, utilizando el dialecto SQL del modelo de base de datos que se utilice.
El API JDBC se presenta como una colección de interfaces Java y métodos de gestión de manejadores de conexión hacia cada modelo específico de base de datos. Un manejador de conexiones hacia un modelo de base de datos en particular es un conjunto de clases que implementan las interfaces Java y que utilizan los métodos de registro para declarar los tipos de localizadores a base de datos (URL) que pueden manejar. Para utilizar una base de datos particular, el usuario ejecuta su programa junto con la biblioteca de conexión apropiada al modelo de su base de datos, y accede a ella estableciendo una conexión; para ello provee el localizador a la base de datos y los parámetros de conexión específicos. A partir de allí puede realizar cualquier tipo de tarea con la base de datos a la que tenga permiso: consulta, actualización, creación, modificación y borrado de tablas, ejecución de procedimientos almacenados en la base de datos, etc.

### Drivers JDBC
Los drivers JDBC son adaptadores del lado del cliente (instalados en la máquina cliente, no en el servidor) que convierten la petición proveniente del programa JAVA a un protocolo que el SGBD pueda entender.
- Driver JDBC Tipo 1 (también llamado Puente JDBC-ODBC) convierte el método JDBC a una llamada a una función ODBC. Utiliza los drivers ODBC para conectar con la base de datos.
- Driver JDBC Tipo 2 (también llamado driver API-Nativo) convierte el método JDBC a llamadas nativas de la API de la base de datos. Es más rápido que el puente JDBC-ODBC pero se necesita instalar la librería cliente de la base de datos en la máquina cliente y el driver es dependiente de la plataforma.
- Driver JDBC Tipo 3. Hace uso de un Middleware entre el JDBC y el SGBD.
- Driver JDBC Tipo 4 (también llamado Driver Java Puro directo a la base de datos). Es independiente a la plataforma.

## Paquete java.sql
JDBC ofrece el paquete java.sql, en el que existen clases muy útiles para trabajar con bases de datos.
| Clase             | Descripción |
| ----------------- | --- |
| DriverManager     | Para cargar un driver                                                                                              |
| Connection        | Para establecer conexiones con las bases de datos                                                                  |
| Statement         | Para ejecutar sentencias SQL y enviarlas a las BBDD                                                                |
| PreparedStatement | La ruta de ejecución está predeterminada en el servidor de base de datos que le permite ser ejecutado varias veces |
| CallableStatement | Para ejecutar sentencias SQL de Procedimientos Almacenados.                                                        |
| ResultSet         | Para almacenar el resultado de la consulta                                                                         |